# Tatort: Die Blume des Bösen
Die Blume des Bösen ist ein Fernsehfilm aus der Krimireihe Tatort. Der vom WDR produzierte Beitrag wurde am 1. Januar 2007 im Ersten Programm der ARD ausgestrahlt. Es ist der 36. Fall des Ermittler-Teams Max Ballauf und Freddy Schenk und die 651. Tatortfolge.

## Handlung
Hauptkommissar Max Ballauf hat sich dazu bereit erklärt, das Haus, die Tochter Anna und die Katze seiner Cousine Beatrice zu beaufsichtigen, während sie für einige Tage ins Krankenhaus muss. Noch bevor er sich richtig auf seine neue Rolle einstimmen kann, erhält er einen gelben Briefumschlag. Als er ihn öffnet, sprüht ihm eine gelbe Flüssigkeit ins Gesicht und kurz darauf klingelt das Telefon. Ein Unbekannter gibt dies als Säureanschlag zu erkennen, doch glücklicherweise erweist sich die Flüssigkeit als harmlos. Max Ballauf weiß nicht so recht, was er davon halten soll. Der Unbekannte kündigt ein weiteres Geschenk für ihn an und meint, er solle gleich die Spurensicherung mitbringen.
Bald darauf wird eine junge Frau ermordet aufgefunden. Ballauf kennt sie, denn er hatte mit ihr vor Jahren eine kurze Affäre. Somit vermutet er eine Art Rachefeldzug, der sich gegen ihn richtet. Trotz intensiver Recherchearbeit und Durchsicht alter Akten können die Ermittler keine Spur in Ballaufs Ermittlervergangenheit finden, die einen Hinweis zum Täter im aktuellen Fall gibt.
Als der Unbekannte sich ein weiteres Mal per Telefon bei Ballauf meldet, erklärt er ihm, dass er ein Spiel mit ihm spielen möchte. Außerdem solle er Anna von ihm grüßen. Damit ist Ballauf aufs höchste angespannt und will auf keinen Fall, dass dem Kind etwas passiert. Aber auch seine Cousine könnte in Gefahr sein. Das zweite Opfer, das sich der Unbekannte auswählt, ist eine weitere Ex-Freundin des Kommissars. Doch er bringt sie nicht gleich um, sondern kidnappt die Frau, fordert von Ballauf als Spieleinsatz 300 000 Euro Lösegeld und schickt den Kommissar durch halb Köln. Immer wieder gibt er ihm per Telefon Anweisung, wohin er als Nächstes zu fahren hat. Aber anstatt am Ende der Tortur das Geld zu übergeben, zwingt ihn der Täter, die Scheine vor den Augen einiger Obdachloser zu verbrennen. Bei der Aktion werden einige Banknoten gestohlen und damit meint der Erpresser, dass sein Gegner das Spiel verloren hätte. Er tötet sein Opfer, und Max Ballauf ist mit den Nerven am Ende. Auch bleibt die Frage, warum er sich nicht direkt an Ballauf rächt, sondern sich Opfer wählt, die mit ihm in Verbindung standen. Er will ihn offensichtlich für eine Schuld büßen lassen, die dem Kommissar gar nicht bewusst ist.
Für ein nächstes Spiel schickt ihm der Unbekannte ein halbes Kreuzworträtsel und es gelingt ihm, Ballaufs Nichte Anna in seine Gewalt zu bringen. Ihr gegenüber spricht er von einer Tochter, die er einmal hatte. Er verbringt mit Anna einen unbeschwerten Nachmittag im Zoo und lässt sie unbehelligt wieder gehen. Max Ballauf ist aufs Höchste angespannt, und nun hat Franziska über das Kreuzworträtsel herausgefunden, dass Beatrice das nächste Opfer sein dürfte. Während Ballauf und Schenk sofort zu ihr ins Krankenhaus fahren, hat der Täter sie schon in seiner Gewalt. Als Krankenpfleger getarnt, bringt er sie aus ihrem Zimmer und versucht, sie mit Chloroform zu betäuben. Voller Todesangst gelingt es ihr, ihn zu überwältigen und zu entkommen. Aber auch dem Täter gelingt die Flucht, und er meldet sich wieder per Telefon. Er erklärt, dass das Spiel noch nicht zu Ende sei, auch wenn diese Runde diesmal an Ballauf ging.
Dank Schenks Eingabe, im Zoo könnte ein Foto von dem Unbekannten gemacht worden sein, als er mit Anna dort war, haben die Ermittler die Identität des Täters herausgefunden. Es handelt sich um Günter Kuschmann, der seine Tochter vor 10 Jahren verloren hat. Zu diesem Zeitpunkt war Ballauf Einsatzleiter in Düsseldorf, und bei dem Versuch, den Täter eines bewaffneten Überfalls zu stellen, wurde Kuschmanns sechzehnjährige Tochter tödlich getroffen.
Während Ballauf sich zu Kuschmanns Wohnung begibt, dort aber niemanden antrifft, kümmert sich Schenk um seine Nichte, die sonst allein wäre. Kuschmann ist bereits auf dem Weg zu Anna und bringt dort Schenk in seine Gewalt. Anna kann er nicht finden, da sie sich mit ihrer Katze im Schrank versteckt hat. Er ruft Ballauf an und lässt ihn zu sich kommen. Er droht seinem Freund eine tödliche Spritze zu geben und er müsse es mit ansehen. Als Annas Katze aus dem Schrank entwischt, ist Kuschmann kurz abgelenkt und Ballauf erschießt Kuschmann, bevor der die Injektion geben kann.

## Hintergrund
Der Film wurde vom 1. bis 31. März 2006 in Köln gedreht. In der Schlussszene sitzen beide Kommissare in ihrem Büro. Die Folge endet ausnahmsweise nicht, wie sonst üblich, an der Imbissbude.
Roland Riebeling spielt in dieser Episode einen Fotografen im Zoo. Ab Mitgehangen (2018) besetzt er als Darsteller des Norbert Jütte einen festen Platz im Kölner Tatort.

## Rezeption

### Einschaltquoten
Die Erstausstrahlung von Die Blume des Bösen am 1. Januar 2007 wurde in Deutschland von 7,22 Millionen Zuschauern gesehen und erreichte einen Marktanteil von 19,1 Prozent für Das Erste.

### Kritiken
Tilmann P. Gangloff urteilt für tittelbach.tv: „Spätestens gegen Ende […] entwickelt dieser 'Tatort' eine Spannung, die selbst für diese Krimi-Reihe durchaus ungewöhnlich ist. Wer hätte gedacht, dass nach 35 Filmen mit dem Duo Ballauf/Schenk noch so viel Potenzial in den Figuren steckt.“
Bei den Tatort-Fans meint man: „‚Die Blume des Bösen‘ ist ein Fall, der dem Kölner Tatort-Kommissar Max Ballauf durch Mark und Bein geht, schauspielerisch stark und intensiv umgesetzt vom Darsteller der Figur, Klaus J. Behrendt. Die Folge gilt als eine der spannendsten der Tatortreihe, auch wenn [einige] Kritiker die Handlung als unglaubwürdig und allzu konstruiert abwerten. […] Die Story lebt dabei weniger von der Suche nach dem psychopathischen Mörder, sondern von der Frage nach seinem nächsten Opfer.“
Die Kritiker der Fernsehzeitschrift TV Spielfilm bemängeln die fehlende Plausibilität dieses recht actionreichen Tatorts: „Etwas konstruierte, aber starke, ungewöhnliche Folge im düsteren Look. Fazit: Sauspannendes Katz-und-Maus-Spiel“.

### Trivia
Freddy Schenks Vorliebe für ausgefallene Dienstwagen zeigt sich in dieser Folge nicht. Er fährt Mittelklassewagen (BMW 3er E46 und VW Passat Variant B5), wie sie bei der Kriminalpolizei auch in der Realität durchaus gebräuchlich sind.